# Дробленкова, Надежда Феоктистовна
Наде́жда Феокти́стовна Дробленко́ва (2 августа 1926, Ульяновск — 21 мая 2006, Санкт-Петербург) — советский и российский филолог, писательница и переводчица, кандидат филологических наук (1955).
Родилась 2 августа 1926 года в городе Ульяновске в семье служащих.
В 1945 году поступила на русское отделение Филологического факультета Ленинградского университета.
В ЛГУ Дробленкова вначале занималась в Пушкинском семинаре профессора Н. И. Мордовченко, а затем в семинаре по древнерусской повести профессора М. О. Скрипиля, под руководством которого в 1950 году защитила дипломное сочинение, посвященное древнерусской повести XV века «Сказание о Вавилонском царстве».
После окончания университета два года работала учителем русского языка и литературы в средней школе города Ульяновска.
В 1950 году вернулась в Ленинград и поступила в аспирантуру Института русской литературы Пушкинского Дома. Вначале она работала под руководством М. О. Скрипиля, но вскоре руководство перешло к члену-корреспонденту АН СССР В. П. Адриановой-Перетц, в то время возглавлявшей Сектор (Отдел) древнерусской литературы. 
В 1955 году защитили диссертацию «„Новая повесть о преславном Российском царстве“ и современная ей агитационная патриотическая письменность».
1 февраля 1956 года  была принята на работу в Институт русской литературы АН СССР, где работала до середины февраля 1993 года.
В 1974 году многолетний её  труд был отмечен Почетной грамотой Президиума Академии наук в связи с 250-летием Академии наук СССР. 
С 1977 года, более десяти лет  была заведующей аспирантурой Пушкинского Дома.
Последние годы жизни Надежды Феоктистовны были омрачены тяжелой болезнью. Умерла в Санкт-Петербурге 21 мая 2006 года.

## Научная деятельность
Основным научным занятием  Дробленковой в Отделе древнерусской литературы было составление библиографий работ по древнерусской литературе. Темой исследований было Житие инока Епифания. Несколько работ были посвящены Великим Минеям Четьим. Объектом историко-литературного и текстологического изучения было древнерусское и древнеславянское стихотворства. Этому посвящены следующие работы:  «Вирши о взятии Азова в 1696 г.» (совместно с Л. С. Шепелевой, 1958), «К изучению древнейших славянских стихов» (совместно с Н. С. Демковой, 1968), «Неизвестный вариант стиха о потопе» (1972). Она автор  десятка статей для секторских изданий: многотомного «Словаря книжников и книжности Древней Руси» (Л., 1987−СПб., 2004), пятитомной Энциклопедии «Слова о полку Игореве» (СПб., 1995).  Дробленкова подготовила к печати, перевела прокомментировала тексты для различных изданий: 12-томнаяю серия «Памятники литературы Древней Руси» и 20-томная серия «Библиотека литературы Древней Руси». Для сборника «Жизнеописания достопамятных людей земли Русской» Дробленковой было переведено на современный русский язык и прокомментировано «Житие Прокопия Устюжского, Христа ради юродивого» (1992), оно переиздано в сборнике «Святые земли Русской: Тысячелетие русской святости. Жития и жизнеописания» (2002). Она один из авторов БРЭ (статья Гермоген, Ермоген : [арх. 21 октября 2022] / Н. Ф. Дробленкова // Большая российская энциклопедия : [в 35 т.] / гл. ред. Ю. С. Осипов. — М. : Большая российская энциклопедия, 2004—2017.).

## Научные труды
- "Новая повесть о преславном Российском царстве" и современная ей агитационная патриотическая письменность: Автореферат дис. на соискание учен. степени кандидата филол. наук / Акад. наук СССР. Ин-т русской литературы (Пушкинский дом). - Ленинград : [б. и.], 1955. - 16 с.; 20 см.
- "Новая повесть о преславном Российском царстве" и современная ей агитационная патриотическая письменность : диссертация ... кандидата филологические науки : 10.00.00. - Ленинград, 1955. - 432 с. : ил.
- Новая повесть о преславном Российском царстве и современная ей агитационная патриотическая письменность / Акад. наук СССР. Ин-т русской литературы (Пушкинский дом). - Москва ; Ленинград : Изд-во Акад. наук СССР. [Ленингр. отд-ние], 1960. - 239 с. : ил.; 23 см.
- Библиография советских русских работ по литературе XI-XVII вв. ... / АН СССР, Ин-т рус. лит. (Пушкин. дом) ; под ред. и со вступ. ст. В. П. Адриановой-Перетц. - Москва ; Ленинград : Изд-во АН СССР, Ленингр. отд-ние, 1961-. - 23 см. за 1917-1957 гг. / сост. Н. Ф. Дробленкова. - 1961. - 434 с.

1. Ч. 1. 1958-1962 гг. / сост. Н. Ф. Дробленкова. - 1978. - 206 с.
2. Ч. 2. 1963-1967 гг. / сост. Н. Ф. Дробленкова. - 1979. - 278 с.

- Слово о полку Игореве : Библиогр. указ. (1968-1987 гг.) : Изд., пер., исслед. на рус., укр. и белорус. яз. / АН СССР, Ин-т рус. лит. (Пушкин. дом); Составители Н. Ф. Дробленкова и др. - Л. : Наука : Ленингр. отд-ние, 1991. - 204,[3] с.; 20 см.; ISBN 5-02-028031-3 : 55 к.
- Библиография советских русских работ по литературе XI-XVII вв. ... / АН СССР, Ин-т рус. лит. (Пушкин. дом) ; под ред. и со вступ. ст. В. П. Адриановой-Перетц. - Москва ; Ленинград : Изд-во АН СССР, Ленингр. отд-ние, 1961-. - 23 см. 1968-1972 гг. / [сост. Н. Ф. Дробленкова]. - 1996. - 279 с.; ISBN 5-86007-055-1